# أحمد حسين (سياسي بريطاني)
أحمد حسين (بالإنجليزية: Ahmad Hussain)‏ هو منتج أسطوانات ومغن مؤلف وسياسي بريطاني، ولد في 9 نوفمبر 1981. انتخب عضو الدورة ال 15 في الجمعية الوطنية في باكستان ‏ عن دائرة NA-154 (Multan-I) ‏ وقد انضم خلال فترته النيابية ‏  للكتلة البرلمانية حركة الإنصاف الباكستانية.

## وصلات خارجية
- الموقع الرسمي